# L'orda del vento
L'orda del vento (La Horde du Contrevent) è un romanzo fantasy del francese Alain Damasio pubblicato da La Volte nel 2004 e vincitore del Grand Prix de l'Imaginaire nel 2006.

## Trama
L'avventura inizia in maniera brusca e confusionaria nel mezzo di un Fuorvento, una delle forme più temibili e potenti delle nove manifestazioni del vento stesso. Durante questa battaglia l'Orda è costretta a seguire i rigidi ordini del capo Golgoth per non essere spazzata via dalla furia della natura.
Dopo il passaggio del Fuorvento l'Orda si ricompatta, ed è proprio in questo momento che appaiono i primi Croni, esseri misteriosi generati dal vento in grado di creare mutazioni nel tempo e nello spazio.
La notte dopo il forte vento viene trascorsa nell'accampamento dell'Orda in cui Caracollo, il trovatore, intrattiene il gruppo stanco, raccontando storie sull'origine del mondo e sulle innumerevoli leggende riguardanti l'Estrema Vetta. In questo momento l'Orda inizia ad essere delineata ed emergono i ruoli delle persone che la compongono.
Il giorno seguente l'Orda incontra la Squadra Effimera, una ciurma di Freoli (popolo nomade), famosa per aver affinato la propria tecnica di navigazione al punto da riuscire a coprire lunghissime distanze in poco tempo, grazie anche al loro velocissimo vascello aereo.
La Squadra, sorpresa da un incontro così importante, organizza alcuni giorni di festeggiamenti in onore dell'Orda e il capitano freolo dà disposizioni affinché il gruppo riceva ogni possibile aiuto.
I giorni seguenti vengono spesi a bordo della nave dei freoli, la Physalis, su cui sono organizzati banchetti e festeggiamenti che permettono all'Orda di riposare e di raccontare all'equipaggio la loro meravigliosa avventura.
Tuttavia è proprio durante questi festeggiamenti che si presenta la prima vera minaccia per il gruppo capeggiato da Golgoth. Infatti, alla fine di un gioco in cui uomini e donne si scambiano delle torce per trovare un'amante, il guerriero protettore dell'Orda, Erg, si apparta con una donna della ciurma, e durante questo momento di intimità viene attaccato da un membro dei Freoli.
L'attaccante è Sileno, un assassino addestrato a Ker Derban, il cui unico scopo è quello di sterminare i membri del gruppo per vendicarsi di suo fratello, ucciso da Golgoth quando entrambi erano appena dei bambini.
Il combattimento è frenetico, i due guerrieri si fronteggiano senza esclusione di colpi, usando tecniche segrete, affinate nei lunghi anni di durissimo addestramento.
Solo alla fine Erg, il protettore dell'Orda, ha la meglio su Sileno e riesce a vincere la sfida sferrando il colpo mortale. Tuttavia, mentre Erg riceve i primi soccorsi, si confida con il gruppo, e racconta loro che la vittoria appena conquistata è stata ottenuta grazie all'aiuto di un altro inseguitore, molto più potente di Sileno, il Contortore.
Il Contortore viene descritto come un essere non umano, imbattibile da un comune guerriero e capace di utilizzare il tempo per vincere ogni sfida. Per la prima volta, nell'Orda affiora il terrore causato da un nemico immortale, capace di inseguirli e di giungere a loro quando meno se lo aspettano.
Il recente attacco perpetrato da Sileno nei confronti dell'Orda costringe il capo Golgoth a prendere una decisione: i festeggiamenti dei Freoli devono terminare, è giunto il momento di continuare il viaggio.
L'itinerario scelto da Golgoth per continuare il viaggio è estremamente pericoloso e attraversa un'enorme zona paludosa chiamata il Pantano di Lassano. Nessun'Orda prima della 34' è riuscita in quell'impresa, tutti i Golgoth a capo delle precedenti orde hanno scelto itinerari che aggirassero il pantano a causa delle enormi insidie nascoste tra le acque paludose.
Inutili sono le proteste dei membri del gruppo, soprattutto di quelli più deboli fisicamente, la Traccia è scelta, passerà attraverso la palude e permetterà al gruppo di Golgoth di guadagnare ben nove mesi sulla precedente Orda nel cammino verso la Vetta.
I primi giorni nella palude passano senza grossi problemi, i cacciatori riescono a trovare cibo e Calliroe, la fuocaia del gruppo, è in grado di accendere un fuoco anche in quelle circostanze, fino a che il gruppo non si rende conto di essere seguito da una presenza non umana.
In poco tempo vengono raggiunti dal Contortore che si rivela per quella che è la sua vera forma, un crono, la cui esistenza è basata sul continuo cambiamento dell'ambiente circostante. Il Contortore è in grado di gelare un lago e farlo ribollire pochi secondi dopo, è in grado di mutare forma e cambiare la velocità del tempo.
È solo grazie all'aiuto di Te Jekka, il maestro di Erg, un guerriero di enorme talento, che il temibile nemico viene sconfitto e l'Orda può continuare il suo viaggio attraverso le paludi.
La seconda parte del viaggio all'interno dello sconfinato acquitrino è addirittura più pericolosa e la traversata è messa a repentaglio da un sifone, un gigantesco crono in grado di aprire enormi voragini nel mezzo delle acque e di risucchiare tutto ciò che vi sta intorno.
Anche questa volta il pericolo è scampato grazie all'abilità di Erg che riesce a creare una barriera in grado di frenare il vortice del crono. Tuttavia i membri del gruppo che riescono ad osservare all'interno della voragine aperta rimangono sconvolti dalle visioni provocate dal vortice, in grado di mostrare loro frammenti del loro possibile futuro.
Dopo quattro mesi di traversata e innumerevoli pericoli sconfitti, l'Orda riesce ad approdare sull'altra sponda del pantano di Lassano, nonostante la perdita di alcuni membri del gruppo.
Finalmente l'Orda arriva ad Alticcio, una strana città costruita su due livelli.
Alticcio si pone davanti ad un enorme canyon, attraverso il quale il vento si incanala e soffia verso la città ad una velocità disumana. L'accesso al canyon è controllato da un grande portale che viene aperto solo previa autorizzazione delle alte cariche della città.
L'accesso alla città alta è riservato solo agli illustri membri dell'Acropoli, i torraioli, la classe dirigente di Alticcio, composta prevalentemente da eruditi, politici e nobili. La città bassa invece è il luogo in cui vivono i popolani, chiamati raschiatori, che con il loro duro lavoro sostentano tutte le comodità della città alta.
L'accoglienza riservata al gruppo di Golgoth dagli abitanti dei Alticcio non è delle migliori e i governatori si rifiutano di aprire il portale per far passare l'Orda.
Vista la ferrea opposizione pietro, grazie alle sue abilità da mediatore, riesce ad arrivare ad un compromesso vantaggioso: le porte del canyon sarebbero state aperte solo se l'Orda avesse superato con successo tre prove di abilità.
Mentre le prime due vengono superate con successo da Erg e Golgoth, la terza, che consiste in una sfida lessicale tra Caracollo e un eremita stilita, finisce in pareggio, ma, nonostante ciò, l'Orda riesce ad attraversare la porta, grazie anche ad una rivolta interna alla città di Alticcio.
Prima di continuare il viaggio tuttavia, Oroshi riesce ad entrare all'interno della torre della città, un'enorme biblioteca in cui sono contenute informazioni importantissime sull'estrema vetta. Proprio in questo luogo Oroshi incontra il fratello di Te Jekka che le rivela una verità sconcertante: l'estrema vetta, obiettivo ultimo di ogni Orda da oltre 800 anni, non esiste e la spedizione è destinata a concludersi con un fallimento.
Anche Caracollo entra nella torre e riesce a scoprire informazioni sulla sua vita arrivando a capire la sua natura di crono e riuscendo a comprendere e delineare in modo chiaro il suo futuro, ed è proprio qui che rivela a Sov una premonizione agghiacciante: l'Orda si distruggerà durante il viaggio e soltanto Sov arriverà alla fine, assistendo alla morte di tutti i suoi compagni.
Superata anche la città di Alticcio l'Orda riesce finalmente ad arrivare a Campo Boban, l'ultima traccia di civiltà prima del massiccio ghiacciato di Norska.
A Campo Boban sono radunati tutti i superstiti dell'ottava Orda, quella partita da Aberlaas decenni prima del gruppo di Golgoth.
In questo luogo Pietro, Oroshi e gli altri incontrano i loro genitori, ormai divenuti anziani, che, in un clima di commozione generale, danno loro consigli per affrontare il massiccio di Norska e arrivare dove loro stessi non sono riusciti ad arrivare.
In questo luogo l'Orda inizia a sfaldarsi, i membri iniziano a capire che forse l'estrema vetta non vale i sacrifici necessari per raggiungerla, le donne dell'Orda soprattutto, vedono in Norska soltanto un inferno gelido capace di stroncare le loro vite e iniziano a domandarsi se non sia il caso di abbandonare la missione, rimanere al campo e stabilizzarsi tentando di creare una famiglia. Solo Golgoth rimane inamovibile, dopo un incontro decisamente violento con il padre decide di ripartire, seguito dai membri rimanenti dell'Orda, per affrontare il ghiacciaio.
Norska si mostra immediatamente per come era stata descritta. Un luogo selvaggio, gelido, in cui il vento soffia violento e spietato, un ghiacciaio pieno di pericoli e di ostacoli naturali.
Solo un piccolo gruppo sopravvive al gelo di Norska, Golgoth, Pietro, Sov, Oroshi, l'astoriere e i gemelli, gli altri cadono irrimediabilmente sotto la violenza della natura oppure abbandonano la spedizione in preda agli stenti.
Superato il ghiacciaio tuttavia il gruppo non arriva all'estrema vetta, ma si trova a percorrere sconfinate pianure erbose per mesi e mesi. Le speranze del gruppo si assottigliano sempre di più, il viaggio attraverso le pianure erbose trovate dopo Norska sembra non finire mai fino a che, in modo del tutto inaspettato i superstiti dell'ultima Orda arrivano alla fine del mondo.
L'Estrema Vetta non è quello che tutti si aspettavano, non ci sono verdi pascoli e uccelli multicolore, non c'è il punto dove nasce il vento, l'estrema vetta si mostra come un'enorme scogliera che cade a strapiombo nel vuoto, coperta da nuvole. Oltre questo punto non si può proseguire.
Nei mesi che seguono l'Orda del nono Golgoth esplora in largo e in lungo lo strapiombo, assicurandosi che non ci siano strade per continuare la traccia. Proprio in questo periodo l'Orda finisce e si dilegua del tutto. Golgoth in preda alla follia si getta nel vuoto seguito da Pietro, incapace di assistere impotente alla morte un altro membro del gruppo. L'astoriere viene ucciso da un crono, Oroshi viene uccisa dal figlio che portava in grembo, nato dall'unione con Sov e i gemelli abbandonano l'Orda durante una spedizione di ricognizione.
La premonizione fatta da Caracollo nella torre si dimostra vera, l'unico rimasto vivo è Sov, lo scriba, incapace di proseguire o di tornare indietro e dilaniato dal dubbio e dalla delusione che sorgono dentro di lui in questo limbo.
In preda alla disperazione decide di terminare il suo viaggio tuffandosi nel vuoto, quando gli appare uno stranissimo crono, simile ad una mongolfiera con una corda attaccata. Lo strano essere si avvicina al bordo del precipizio e Sov riesce ad attaccarsi alla corda.
La speranza riaffiora nuovamente dentro l'anima dello scriba, la discesa verso il baratro è difficile a causa dei continui venti che spirano oltre la fine del mondo, tuttavia Sov continua fino a che, stremato dalla fatica, non lascia la presa e viene sballottato dai venti fino a toccare terra privo di sensi.
Sono due uomini a svegliarlo credendolo morto, intimandogli di spostarsi dai filtri per il vento. Alla richiesta di informazioni i due lo scambiano per pazzo e rispondono che il posto in cui si trovano è una sezione dei bassifondi di Aberlaas. Il viaggio della 34ª Orda si è concluso, esattamente nel punto in cui era iniziato.

## Personaggi
La storia viene narrata da tutti i componenti dell'Orda, in totale 23. Ognuna delle 34 orde partite alla volta dell'Estrema Vetta nei secoli precedenti è composta dallo stesso numero di componenti e ogni personaggio ha un suo ruolo preciso ed un simbolo che lo identifica:
Ω Golgoth - tracciatore, colui che guida l'orda 

Π Pietro della Rocca - principe 

) Sov Strochnis - scriba che tiene il resoconto della spedizione

¿’ Caracollo - trovatore

Δ Erg Machaon - guerriero e protettore dei membri dell'orda

¬ Talweg Archippe - geomastro 

> Firost de Toroge - pilone 

^ Astro, l'astoriere - uccellaio-cacciatore 

‘, Steppa Forcide - fiorone 

)- Arval Redhamaj - esploratore

ˇ• Darbon, il falconiere - uccellaio-cacciatore 

∞ Horst e Karst Dubka - due gemelli identici, ali 
χ Oroshi Melicerte - aeromastra 

(•) Alma Capys - guaritrice

< > Aoi Nan - coglitrice e rabdomante

∫ Larco Scarsa - bracconiere del cielo 

◊ Learca - artigiano del metallo 

~ Calliroe Deicoon - focaia, cioè colei che ha il compito di accendere i fuochi 

∂ Boscavo Silamfro - artigiano del legno 

≈ Coriolis - crocco, ovvero chi trasporta le provviste. Il suo nome è chiaramente ispirato alla forza di Coriolis

√ Sveziest - crocco 

]] Barbak - crocco 

### Golgoth
Golgoth è il capo dell'Orda e ricopre il ruolo di tracciatore. Il suo compito è quello di trovare la via migliore (la Traccia) durante il viaggio, per permettere all'Orda di avanzare più velocemente possibile verso l'Estrema Vetta.
Grazie alla sua innata abilità nel tracciare infatti, la 34' Orda è vista da tutti come il primo gruppo che riuscirà a raggiungere la fine del viaggio.
Golgoth viene descritto come un uomo massiccio e tarchiato, il cui volto è caratterizzato da lineamenti duri, marcati e segnati da una vita basata sulla fatica e sul sacrificio. Il suo carattere è brutale, rozzo e spesso volgare, non si fa molti problemi a dichiarare il suo disprezzo verso gli altri personaggi dell'Orda quando questi mostrano segni di debolezza.
All'interno del romanzo viene spesso descritto il suo rapporto conflittuale con il padre, visto da Golgoth come un uomo che, prima di lui, ha fallito nella ricerca dell'Estrema Vetta e, a causa di questo, meritevole di disprezzo.
Golgoth rappresenta la volontà nel perseguire un obiettivo, durante i decenni del viaggio non si ferma mai, non abbassa mai la guardia puntando sempre e solo verso il suo obiettivo.

### Pietro Della Rocca
Pietro è il Principe dell'Orda, viene descritto come un uomo alto, di bell'aspetto e dal fisico atletico dotato di grande carisma e sensibilità.
Il suo compito è quello di tenere organizzata l'Orda e grazie al suo carisma e alla sua sensibilità riesce a fare da collante tra tutti i membri del gruppo, mantenendo in questo modo un ordine e un'organizzazione necessaria ad evitare attriti interni.
Pietro viene spesso contrapposto a Golgoth a causa della sua indole pacata e leale, capace di placare i continui scatti di ira del capo dell'Orda e, soprattutto, di mantenere una visione chiara della missione, anche durante i momenti più critici dell'intero viaggio.

### Oroshi Melicerte
Oroshi è un'aeromastra, come lo fu sua madre. Il suo compito all'interno dell'Orda è quello di studiare e comprendere tutte le forme del vento che si presentano durante il viaggio. Viene rappresentata come una donna bella e dotata di grande fascino. La sua intelligenza e il suo immenso talento la rendono un personaggio cardine all'interno dell'intera storia.

### Sov Strochnis
Sov è lo scriba dell'Orda, il suo compito è quello di tenere un diario del viaggio in cui vengono annotati tutte le scoperte fatte dall'Orda durante la loro missione.

### Caracollo
Caracollo è il Trovatore dell'Orda e il suo compito all'interno del gruppo è quello del menestrello. Viene rappresentato come un essere molto estroverso, pieno di vita ed energia, capace di raccontare storie meravigliose grazie alla sua eccellente abilità con le parole. Tuttavia la figura di Caracollo appare sempre coperta da un alone di mistero fino alla fine della storia in cui scoprirà di non essere totalmente umano.

### Erg Machaon
Erg è il guerriero all'interno del gruppo. Il suo ruolo consiste principalmente nel proteggere l'Orda dai pericoli che si presentano durante il viaggio verso l'Estrema Vetta. Il suo addestramento, iniziato in tenera età, è stato durissimo e lo ha portato ad acquisire una tecnica di combattimento sopraffina che, insieme alla sua prontezza e il suo sangue freddo, tornerà estremamente utile al gruppo nelle situazioni più delicate e pericolose.

### Talweg Archippe
Talweg è un geomastro, il suo ruolo consiste nello studiare il terreno su cui l'Orda cammina al fine di aiutare Golgoth a tracciare una rotta migliore e più sicura.

### Astro e Darbon
Sono rispettivamente l'astoriere e il falconiere dell'Orda e utilizzano la loro esperienza con i volatili per aiutare gli esploratori del gruppo o per cacciare prede.

### Arval Redhamaj
Arval è un esploratore, spesso inviato in avanscoperta da Golgoth per anticipare i movimenti dell'Orda e riuscire così a prevenire eventuali pericoli.

### Horst e Karst Dubka
Sono le Ali dell'Orda, cioè coloro che difendono le posizioni laterali del gruppo per evitare gli attacchi e i pericoli che potrebbero colpirne i fianchi. Vengono descritti come ragazzi robusti, identici tra loro ed estremamente ingenui.

### Alma Capys
Alma è la guaritrice, ruolo estremamente importante nel gruppo poiché è in grado di fornire un primo soccorso ai feriti e guarire i malati grazie alla sua grande conoscenza della medicina naturale.

### Aoi Nan
Aoi è una rabdomante, il suo compito principale è quello di trovare fonti d'acqua, elemento fondamentale per la sopravvivenza dell'intero gruppo.

### Larco Scarsa
Larco è un bracconiere, quindi ricopre il ruolo di cacciatore del gruppo.

### Learca
Il fabbro del gruppo, un uomo capace di plasmare il metallo secondo il suo volere.

### Calliroe Deicoon
Calliroe è la focaia del gruppo, il suo ruolo è importantissimo poiché nelle terre selvagge la sopravvivenza è strettamente correlata alla possibilità di accendere il fuoco per riscaldarsi e per cucinare le vivande.

### Boscavo Silamfro
Boscavo è un grande conoscitore delle piante e del legno. All'interno del gruppo ricopre il ruolo di falegname.

### Coriolis, Sveziest e Barbak
Sono i tre crocchi del gruppo, il loro compito è quello più faticoso forse poiché devono trasportare grossi carichi di provviste in grado di sostentare l'intera Orda.

## Curiosità
- La numerazione delle pagine avviene in ordine inverso, il romanzo inizia a pagina 622 per finire nella pagina 0.
- L'autore ha inventato per il romanzo un sistema complesso per la notazione del vento. Questo sistema utilizza la punteggiatura per descriverne il ritmo e la variazione.
- La narrazione avviene a più voci: all'inizio di ogni paragrafo un simbolo mostra al lettore il personaggio narrante, ciascuno con il proprio modo di esprimere se stesso e il suo punto di vista sugli eventi.
- Nell'edizione originale, il libro viene fornito con un CD che vuole essere la "colonna sonora del libro" (scritta dal compositore Arno Alyvan).

## Il segnalibro
La Casa Editrice Nord include nel romanzo un segnalibro che riporta una legenda dei vari simboli/personaggi.

## Premi
- Grand Prix de l'Imaginaire 2006

## Edizioni
- Alain Damasio, L'orda del vento, traduzione di Claudia Lionetti, collana Narrativa Nord, Nord, 2009,  p. 622, ISBN 978-88-429-1556-0.